# 瓜達盧佩縣 (德克薩斯州)
瓜達盧佩縣（英語：Guadalupe County）是位於美國德克薩斯州東南部的一個縣。面積1,850平方公里。根據美國2000年人口普查，共有人口89,023人。縣治塞金（Seguin）。
成立於1846年3月30日。縣名以瓜達盧佩河命名。